# SolarWinds
SolarWinds est une société américaine qui développe des logiciels professionnels permettant la gestion centralisée des réseaux, des systèmes et de l'infrastructure informatique.

## Histoire
La société a été cotée en bourse de mai 2009 à la fin de 2015, puis à nouveau à partir d'octobre 2018. Elle a également acquis un certain nombre de sociétés, dont certaines sont toujours actives sous leurs marques d'origine, notamment Pingdom, Papertrail et Loggly.

## Activité
SolarWinds a été créé en 1999 à Tulsa (Oklahoma) par deux frères, Donald et David Yonce. Le siège social de l'entreprise a été déplacée à Austin (Texas) en 2006.
Elle comptait environ 300 000 clients en décembre 2020, y compris presque toutes les sociétés Fortune 500 et de nombreuses agences fédérales.
Le siège social de SolarWinds est basé à Austin, au Texas, et elle dispose de bureaux de vente et des centres de développements aux États-Unis et dans plusieurs autres pays du monde.

## Cyberattaque

### Aux États-Unis
En décembre 2020, une cyberattaque à grande échelle s'appuyant sur l'un des produits de SolarWinds appelé Orion, utilisé par environ 33 000 clients des secteurs public et privé, est divulguée. De nombreux acteurs, dont le secrétaire d’État des États-Unis considèrent qu'elle a été perpétrée par les services de renseignement russes. 
De nombreux services d'état ont été touchés aux États-Unis parmi lesquels :
- Département du Trésor des États-Unis
- Département d'État des États-Unis
- Département de la Santé et des Services sociaux des États-Unis
- Département de la Sécurité intérieure des États-Unis
- Département de l'Énergie des États-Unis
- National Nuclear Security Administration.

Parmi les entreprises touchées, on compte plusieurs membres du Fortune 500, tels que Microsoft ou Cisco,.
L'attaque a persisté sans être détectée depuis la fin de l'année 2019. Fin 2020, les enquêtes sur l'étendue et la profondeur des systèmes compromis se poursuivaient.
Sauf qu'en 2023, on apprend par une enquête de la SEC que la société SolarWinds a péché au niveau de la sécurité : logiciel Orion développé sans guidance de sécurité, des accès trop larges donnés aux employés, un mécanisme de détection de fuite de données non appliqué aux VPN et l'utilisation du mensonge pour couvrir ses arrières vis à vis de ses clients.

### Au Canada
Dans la ville de Terrebonne, le diffuseur de musique montréalais Stingray est touché ainsi que d'autres institutions. Plusieurs centres intégrés de santé et de services sociaux et d'autres organisations publiques au Québec utilisent Orion, mais le ministère de la Santé n'a pas détecté de communications malicieuses.